# Kile (wieś)
Kile (niem. Kiehlen, 1938-1945 Kielen) – wieś w Polsce, położona w województwie warmińsko-mazurskim, w powiecie ełckim, w gminie Kalinowo.
W latach 1975–1998 miejscowość administracyjnie należała do województwa suwalskiego.